# Közönséges lizinka
A közönséges lizinka (Lysimachia vulgaris) a hangavirágúak (Ericales) rendjébe, ezen belül a kankalinfélék (Primulaceae) családjába tartozó faj.

## Előfordulása
A közönséges lizinka Európában mindenfelé megtalálható. Előfordulási területe Ázsiába is átnyúlik. Nem védett.

## Megjelenése
A közönséges lizinka kúszó gyöktörzsű, terjedő tövű, évelő növény. Szára 60-125 centiméter magas, de 150 centiméter is lehet, felül elágazó, sűrűn leveles szárú növény. Rövid nyelű, levelei lándzsás vagy hosszúkás tojásdad alakúak, keresztben átellenesen állnak, vagy hármas-négyes örvökben helyezkednek el. A levelek 5-10 centiméter hosszúak, feketén vagy sárgán pontozottak, molyhosak. A virágok végálló és levélhónalji bugát alkotnak. A párta élénksárga, lapos, tölcsér alakú, forrt szirmú, 5 pártacimpával, átmérője 15-18 milliméter. A csészecimpák pirosas szegélyűek.

## Életmódja
A közönséges lizinka mocsarakban, nedves réteken, vízparti magaskórós társulásokban, liget és láperdőkben, többnyire nedves, gyengén savanyú talajokon nő. Termőhelytől függően különböző virágformái vannak. Napos helyeken aranysárga, hosszú bibeszálú, nagyobb virágokat fejleszt, amelyek teljesen az idegenmegporzásra rendezkedtek be. Árnyékos helyeken virágai halványsárgák, egyforma hosszú bibeszálakkal és porzókkal, melyek szükség szerint önmegporzásra is képesek.
A virágzási ideje júniustól augusztus végéig tart.

## Képek

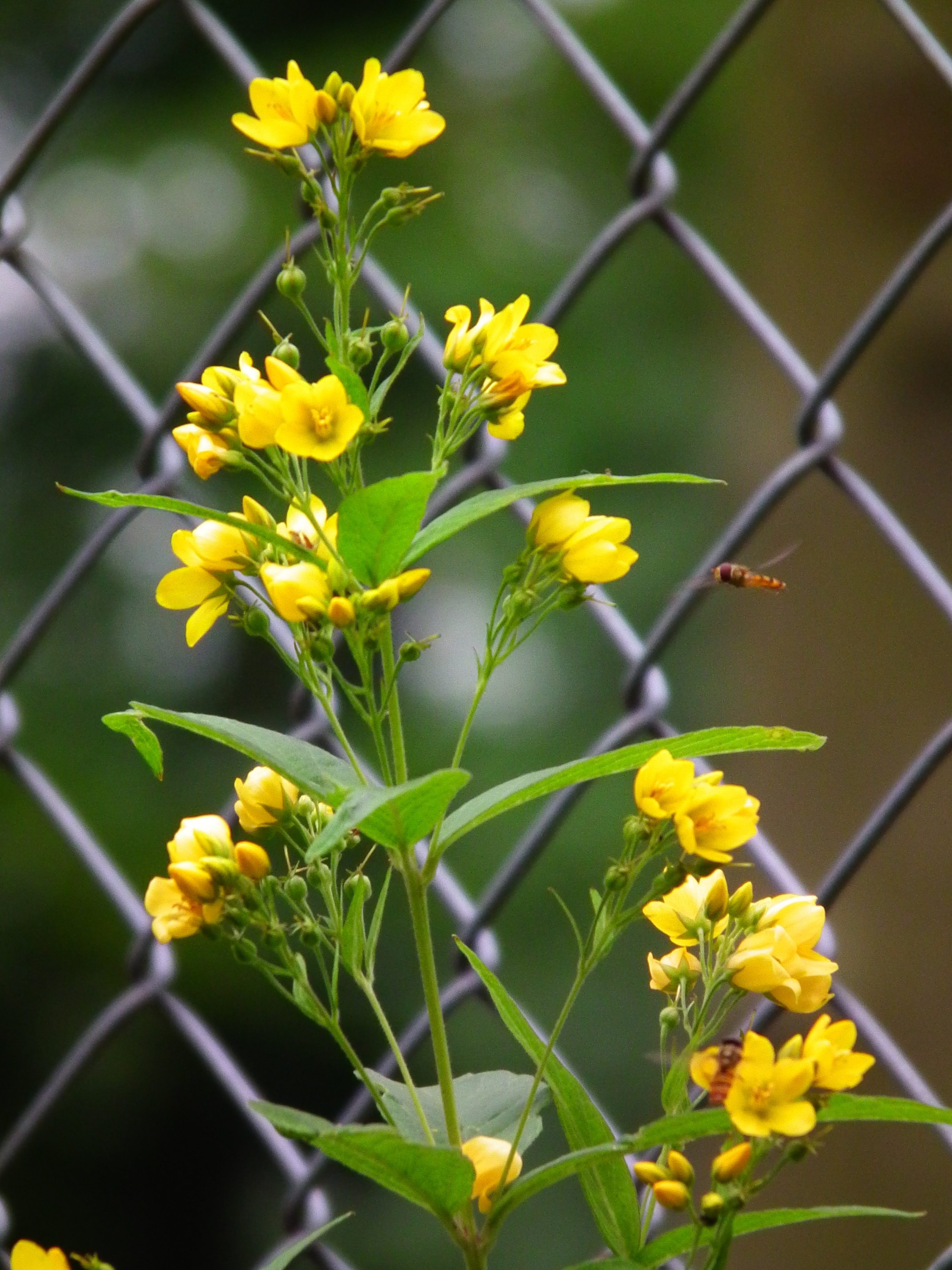
A növény
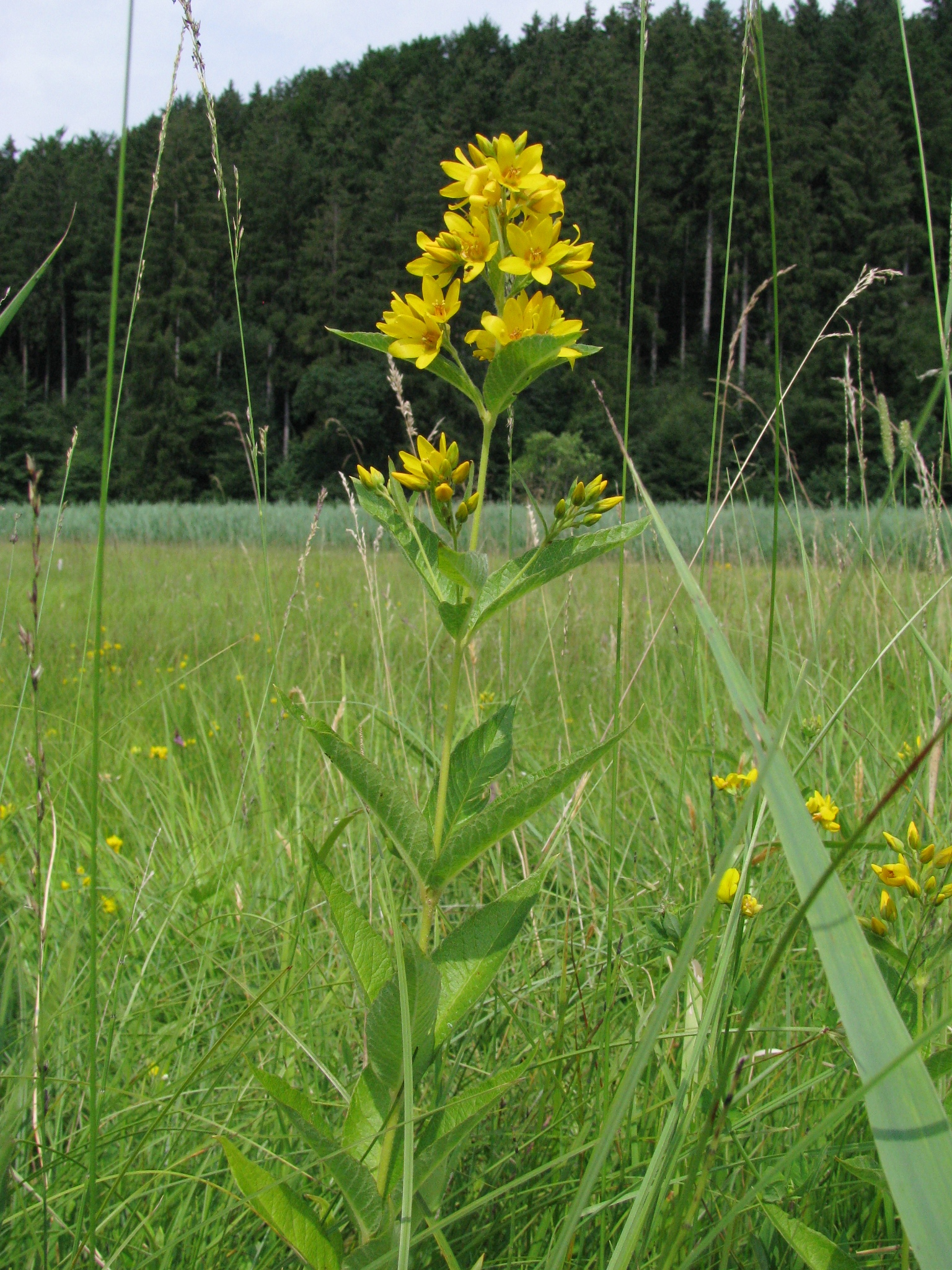
a természetes
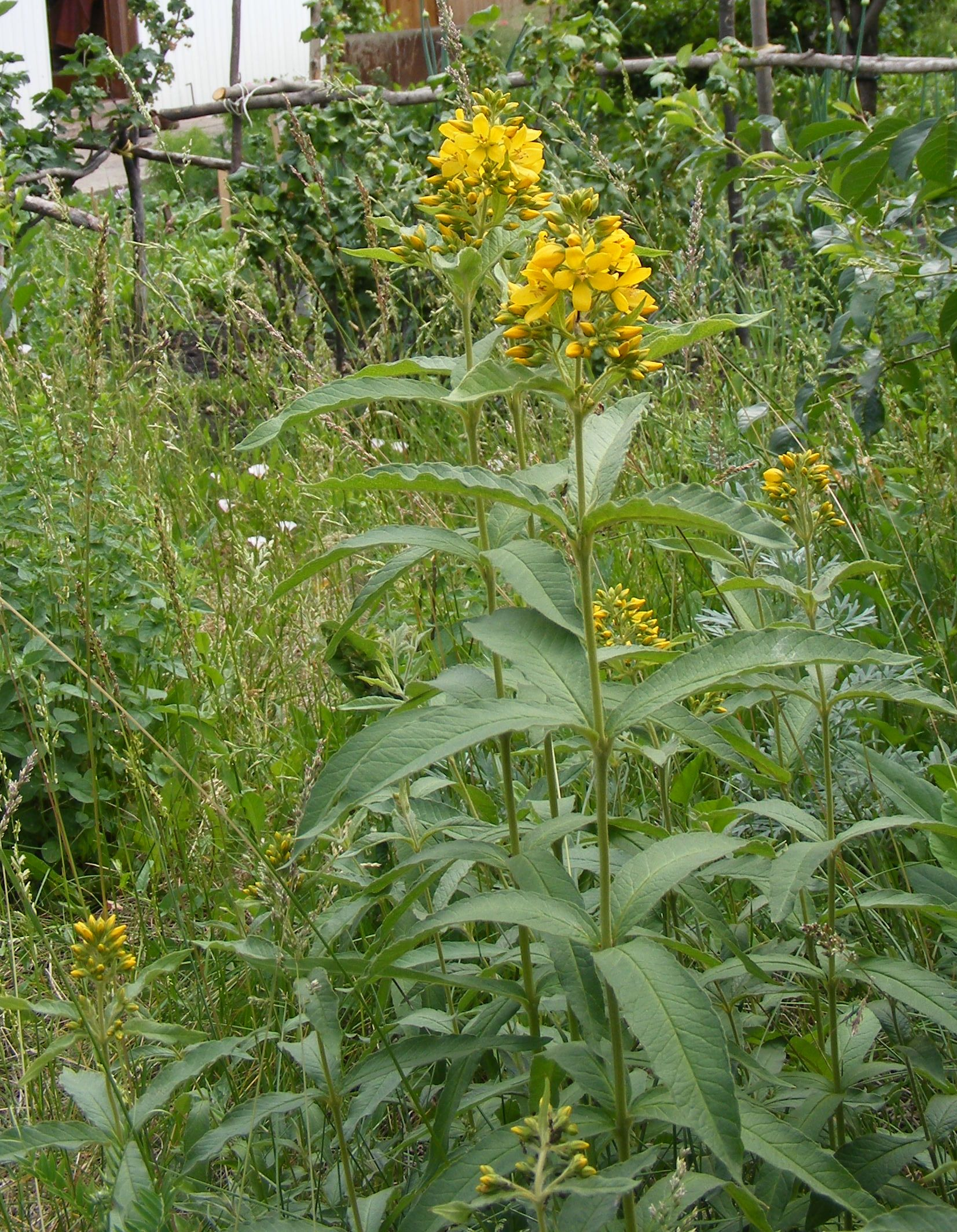
élőhelyén
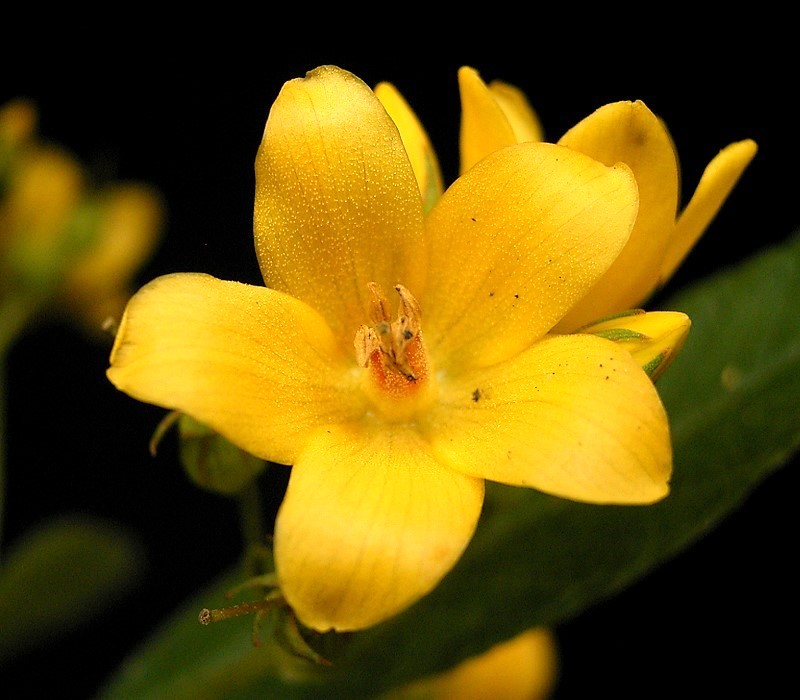
A virág
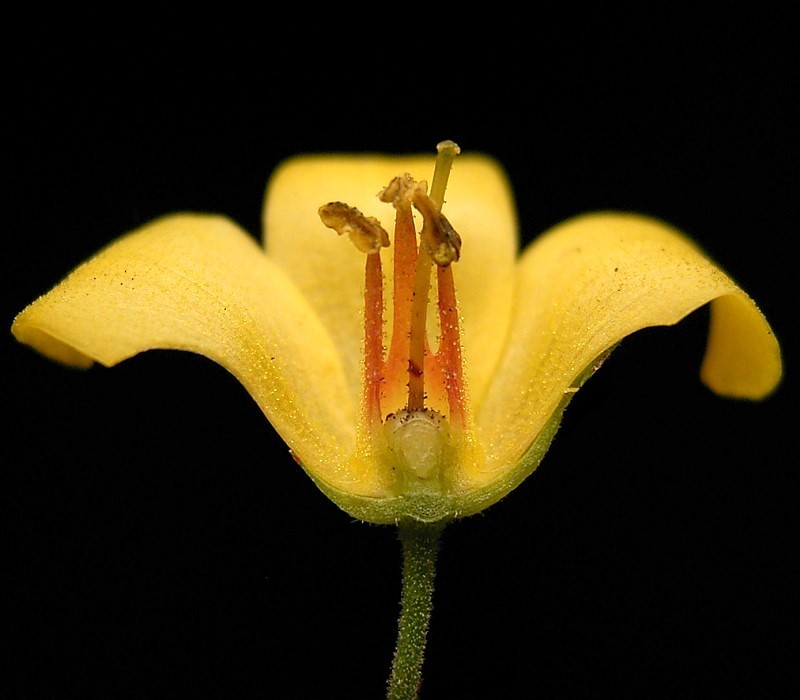
A virág keresztmetszete
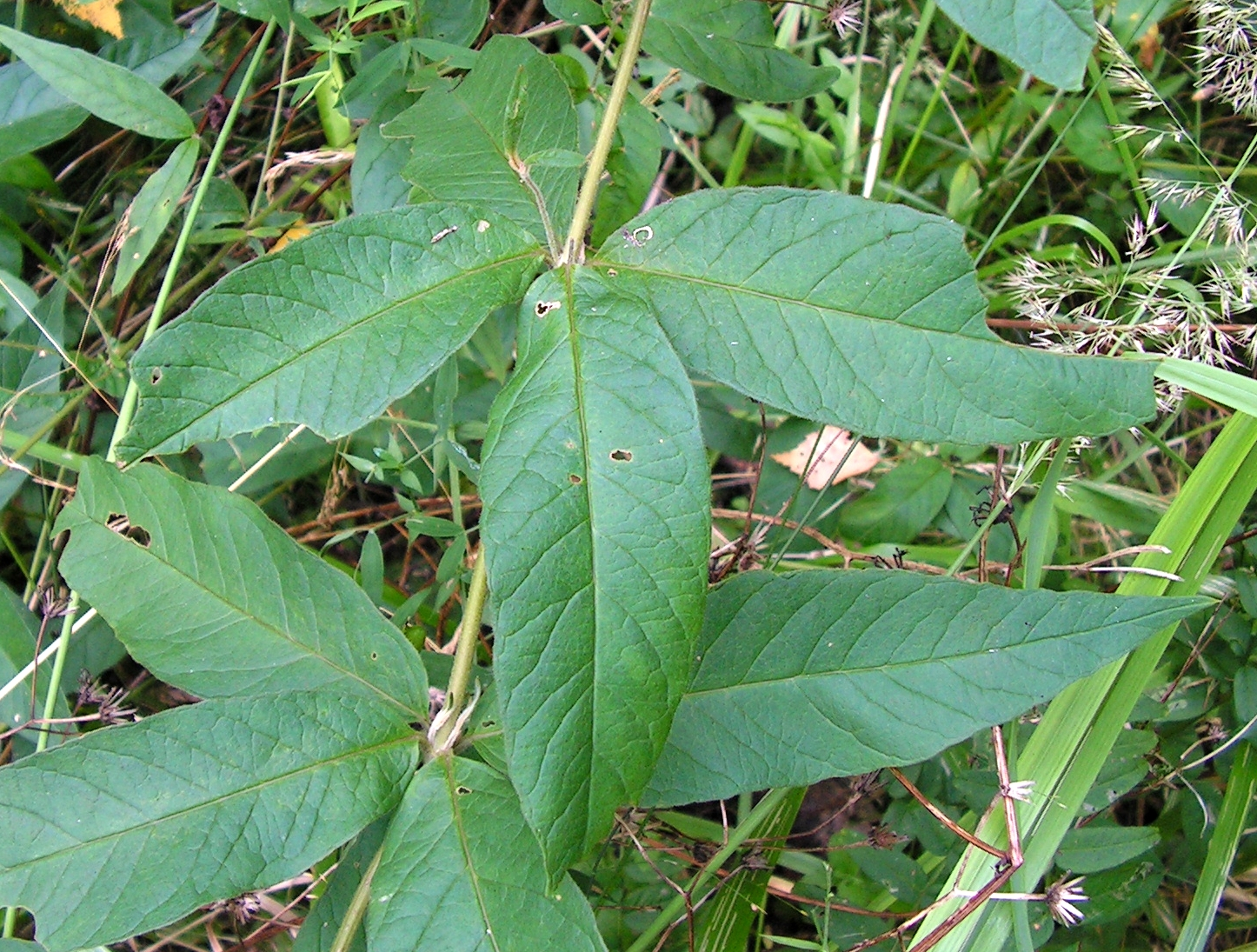
Levelei felülről
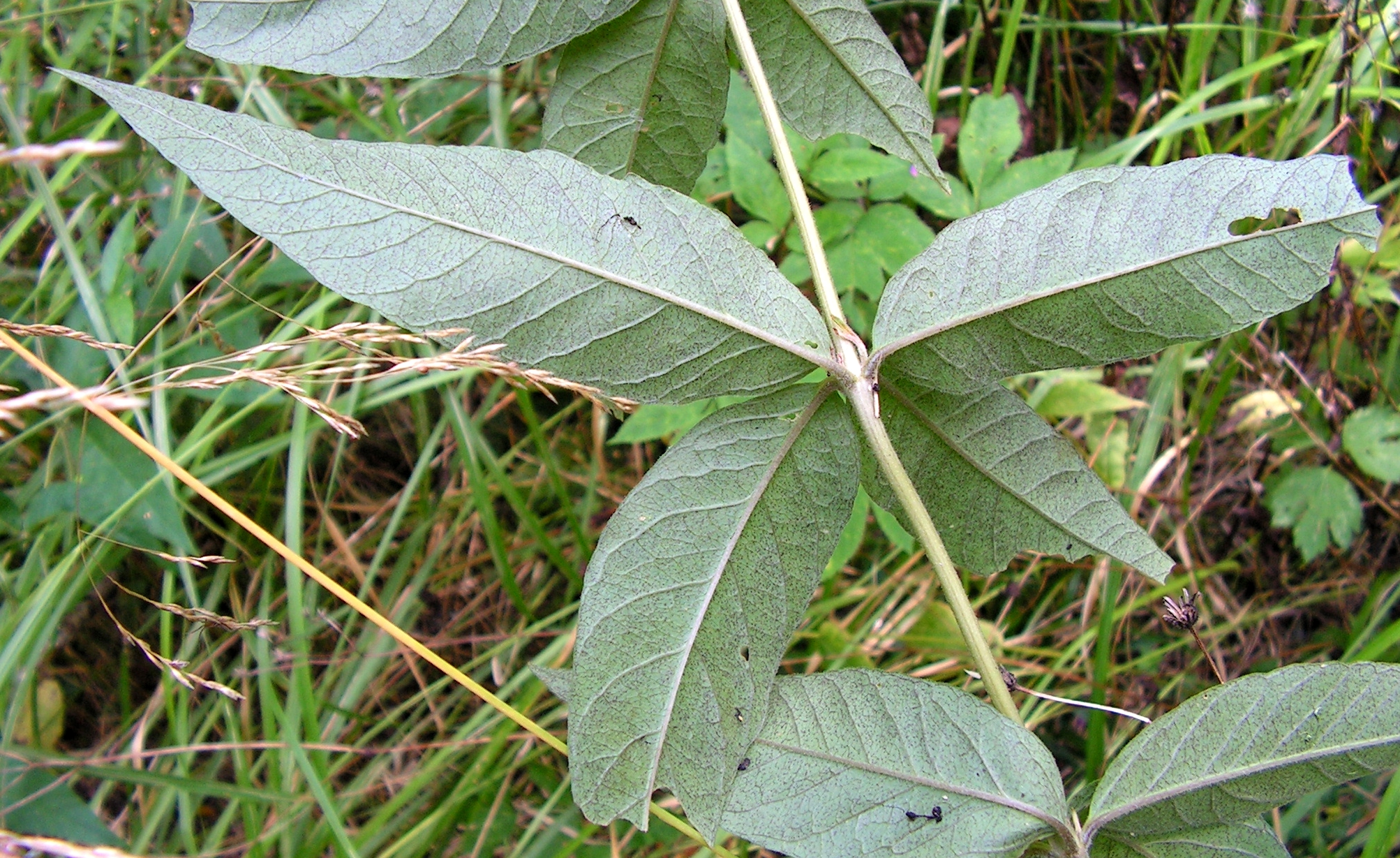
és alulról
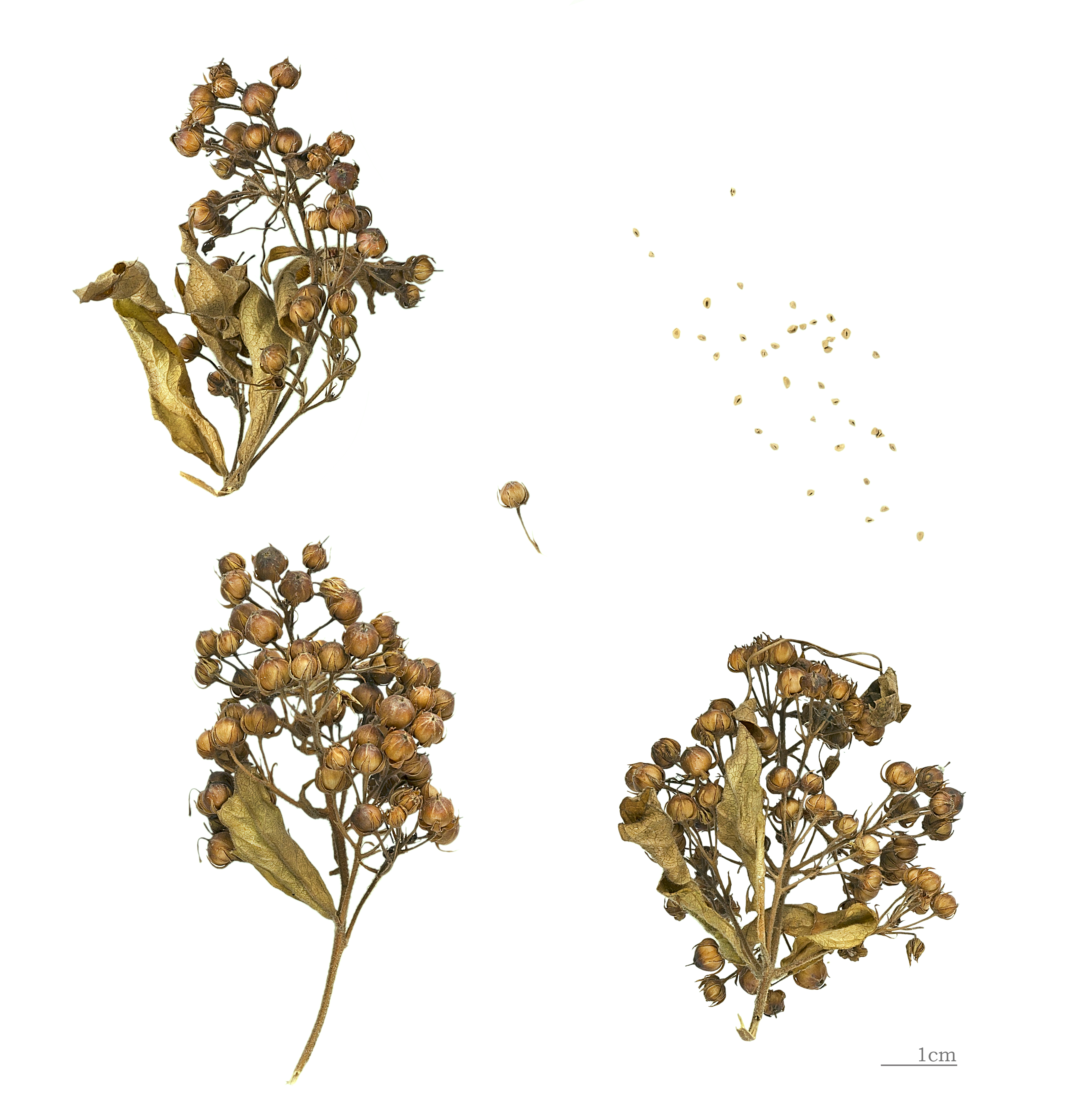
Terméstokjai és magvai
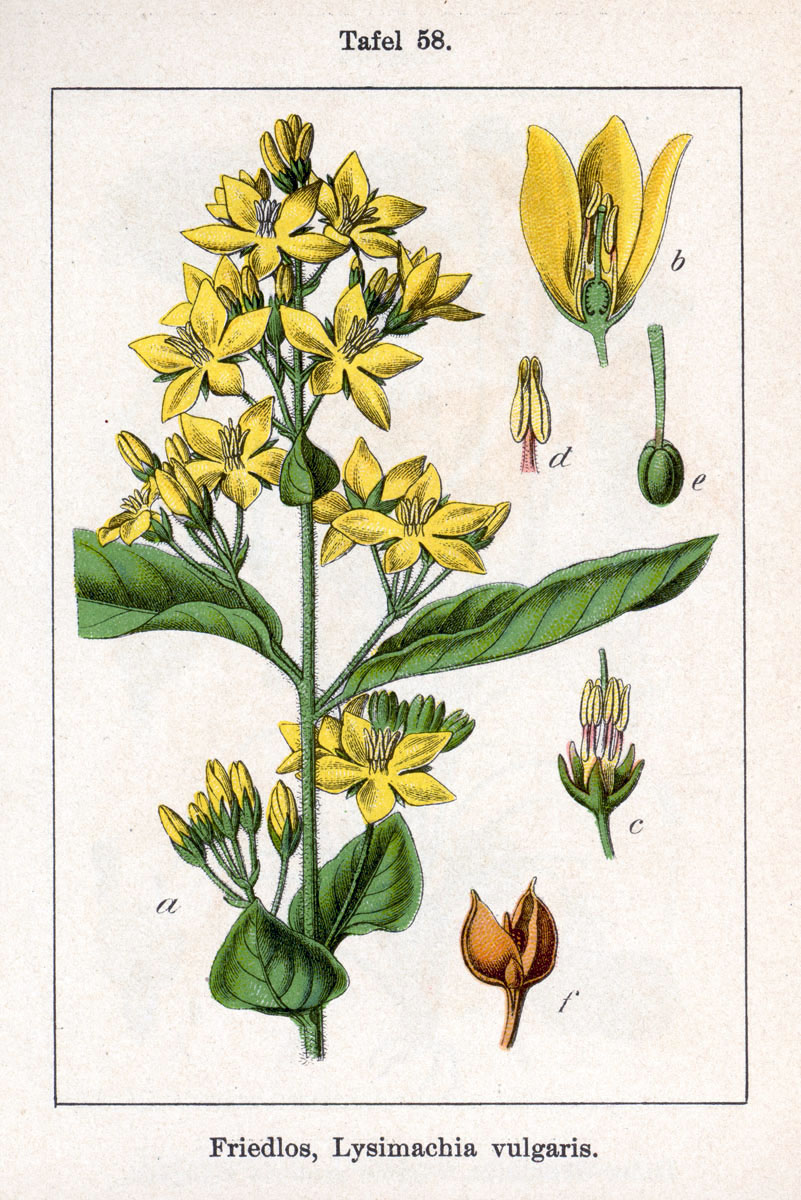
Rajzok a növényről
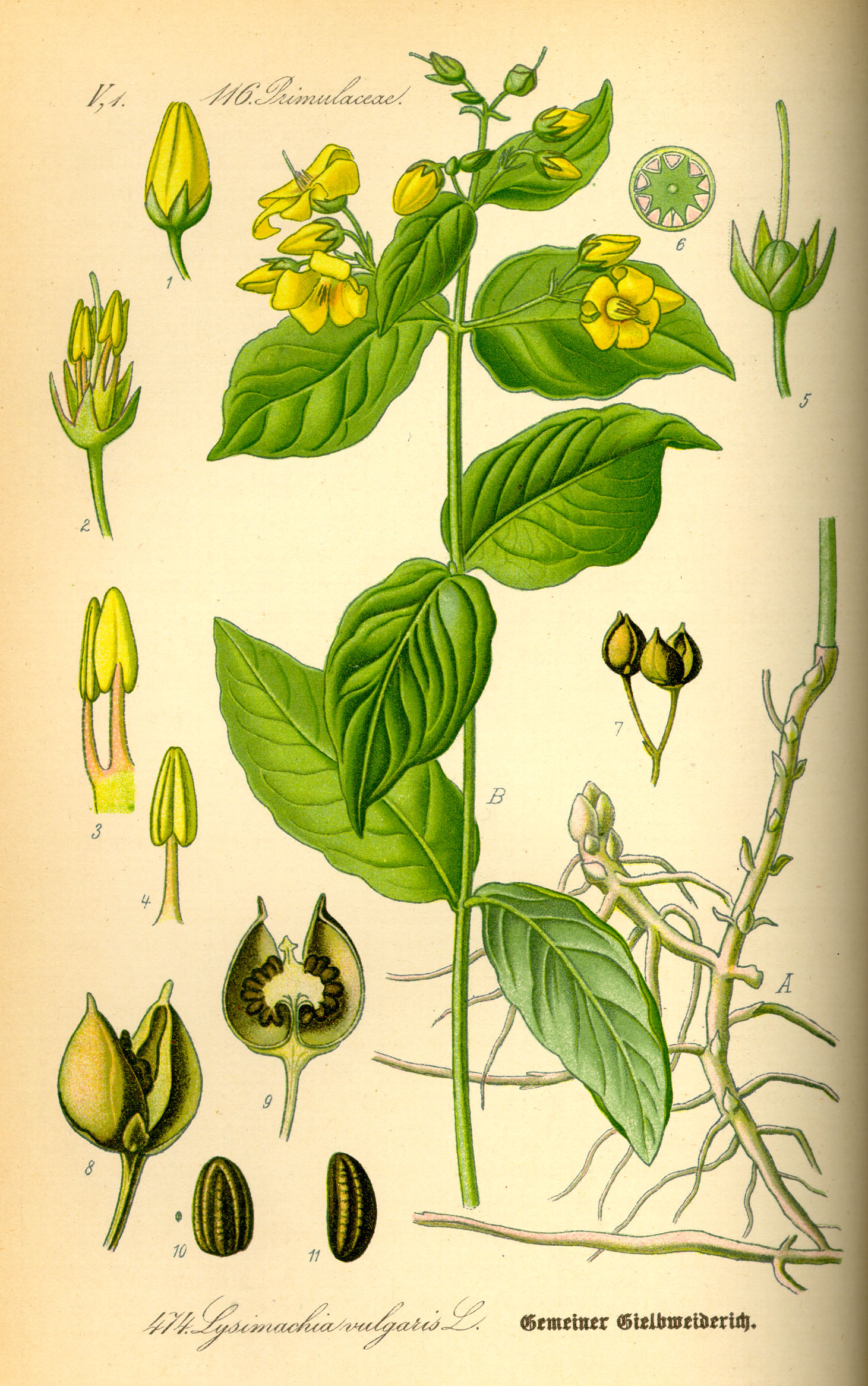

## A nemzetség további hazai fajai
- Pénzlevelű lizinka (Lysimachia nummularia)
- Berki lizinka (Lysimachia nemorum)